# ثيودور جاسبر
ثيودور جاسبر (بالإنجليزية: Theodore Jasper)‏ هو رسام أمريكي، ولد في 13 يوليو 1814 في مملكة بروسيا، وتوفي في 6 يونيو 1897 في كولومبوس في الولايات المتحدة.